# زبان‌های سلتی جزیره‌ای
زبان‌های سِلتی جزیره‌ای یکی از دو شاخهٔ زبان‌های سلتی است که خاستگاهش جزایر بریتانیا می‌باشد. شاخهٔ دیگر این زبان‌ها زبان‌های سلتی قاره‌ای‌اند که خاستگاهشان اروپای قاره‌ای و آناتولی است. زبان‌های سلتی برجای ماندهٔ کنونی همه از این شاخه‌اند. خود زبان‌های سلتی جزیره‌ای هم به دو شاخهٔ زیر بخش می‌شوند:
- زبان‌های بریتونی دربرگیرندهٔ ایرلندی، مانکس و زبان گالیک اسکاتلندی
- زبان‌های گائلیک دربرگیرندهٔ برتون، کورنی و زبان ولزی.

جدول زیر دگرگونی آوای ک به پ را در زبان‌های سلتی نشان می‌دهد:
| نیاسلتی   | گالیش  | ولزی   | کورنی  | برتون | ایرلندی نخستین' | ایرلندی امروزی | گالیک اسکاتلندی | مانکس | فارسی    |
| --------- | ------ | ------ | ------ | ----- | --------------- | -------------- | --------------- | ----- | -------- |
| *kʷennos  | pennos | pen    | penn   | penn  | qennos          | ceann          | ceann           | kione | "سر"     |
| *kʷetwar- | petor  | pedwar | peswar | pevar | *qetwar-        | ceathair       | ceithir         | kiare | "چهار"   |
| *kʷenkʷe  | pempe  | pump   | pymp   | pemp  | *qenqe          | cúig           | còig            | queig | "پنج"    |
| *kʷeis    | pis    | pwy    | piw    | piv   | *qeis           | cé (older cia) | cò/cia          | quoi  | "چه کسی" |

## منبع
Wikipedia contributors, "Insular Celtic languages," Wikipedia, The Free Encyclopedia, http://en.wikipedia.org/w/index.php?title=Insular_Celtic_languages&oldid=473622593 (accessed February 7, 2012).
1. ↑  Nordhoff, Sebastian; Hammarström, Harald; Forkel, Robert; Haspelmath, Martin, eds. (2013). 1254 "سِلتی جزیره ای". Glottolog 2.2. Leipzig: Max Planck Institute for Evolutionary Anthropology. {{cite book}}: Check |chapterurl= value (help); Invalid |display-editors=4 (help)
2. ↑  Insular Celtic languages